# Martinice (Votice)
Martinice jsou část města Votice v okrese Benešov ve Středočeském kraji. Nachází se čtyři kilometry západně od Votic. Martinice leží v katastrálním území Martinice u Votic o rozloze 6,64 km². V katastrálním území Martinice u Votic leží i Bučovice, Nezdice a Vranov.

## Historie
První písemná zmínka o vesnici pochází z roku 1318. Je spojená se šlechtickým rodem Martinicové a Clam-Martinicové.

## Obyvatelstvo
| Rok            | 1869 | 1880 | 1890 | 1900 | 1910 | 1921 | 1930 | 1950 | 1961 | 1970 | 1980 | 1991 | 2001 | 2011 | 2021 |
| -------------- | ---- | ---- | ---- | ---- | ---- | ---- | ---- | ---- | ---- | ---- | ---- | ---- | ---- | ---- | ---- |
| Počet obyvatel | 189  | 155  | 169  | 159  | 161  | 169  | 156  | 102  | 83   | 83   | 84   | 77   | 58   | 57   | 62   |
| Počet domů     | 21   | 21   | 22   | 23   | 25   | 26   | 29   | 27   | 119  | 22   | 22   | 25   | 24   | 26   | 25   |

## Obecní správa
Při sčítání lidu v letech 1869–1890 Martinice byly osadou obce Srbice v okrese Sedlčany. V letech 1900–1979 byly samostatnou obcí, se kterým patřily nejprve do okresu Sedlčany, ale v roce 1950 v okrese Votice a v letech 1961–1979 v okrese Benešov. Od 1. ledna 1980 jsou částí města Votice v okrese Benešov.

## Pamětihodnosti
- Kostel Nanebevzetí Panny Marie
- Zbytky martinické tvrze ze 13. století na zahradě domu čp. 2

## Další fotografie

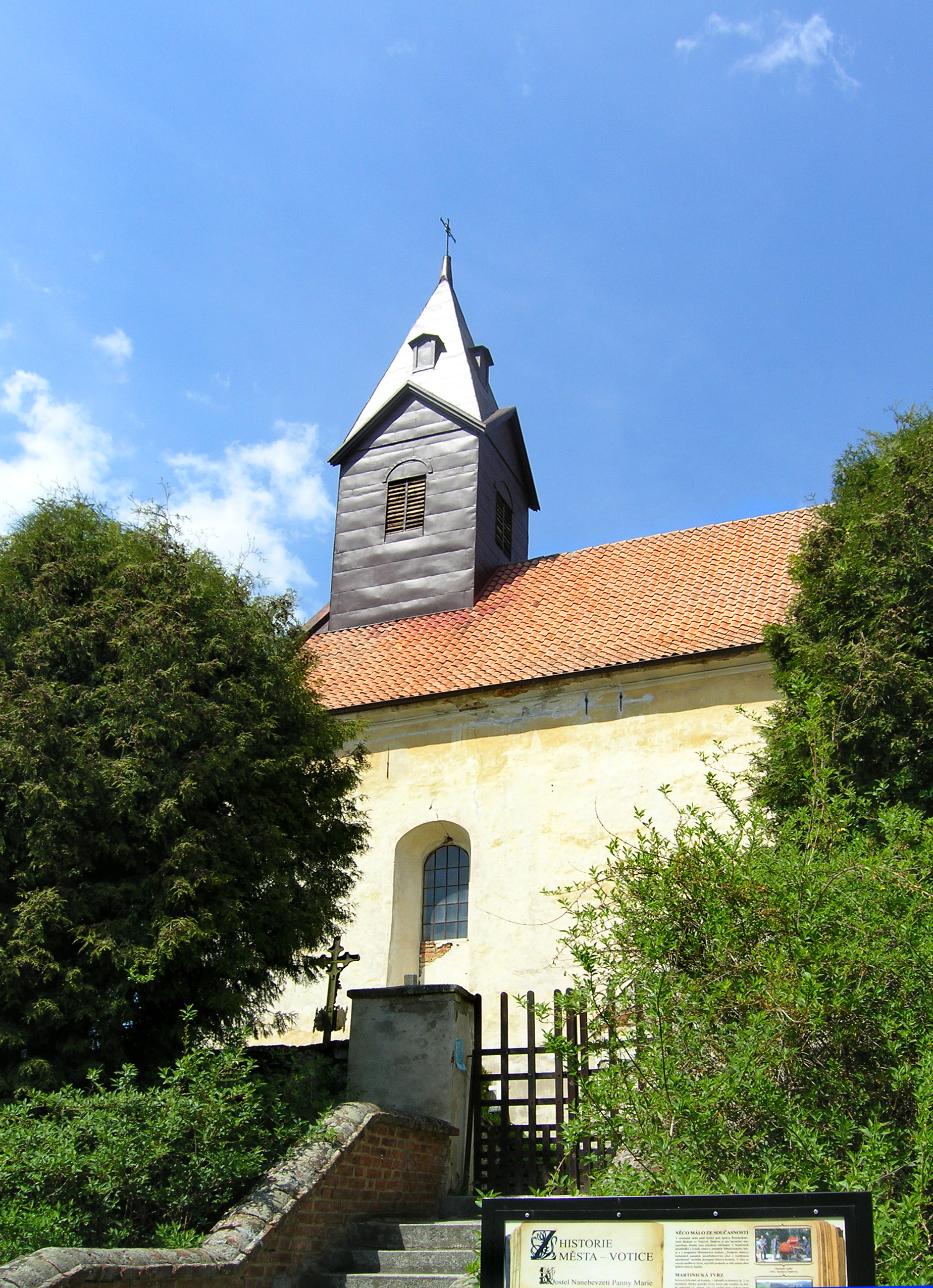
Kostel Nanebevzetí Panny Marie
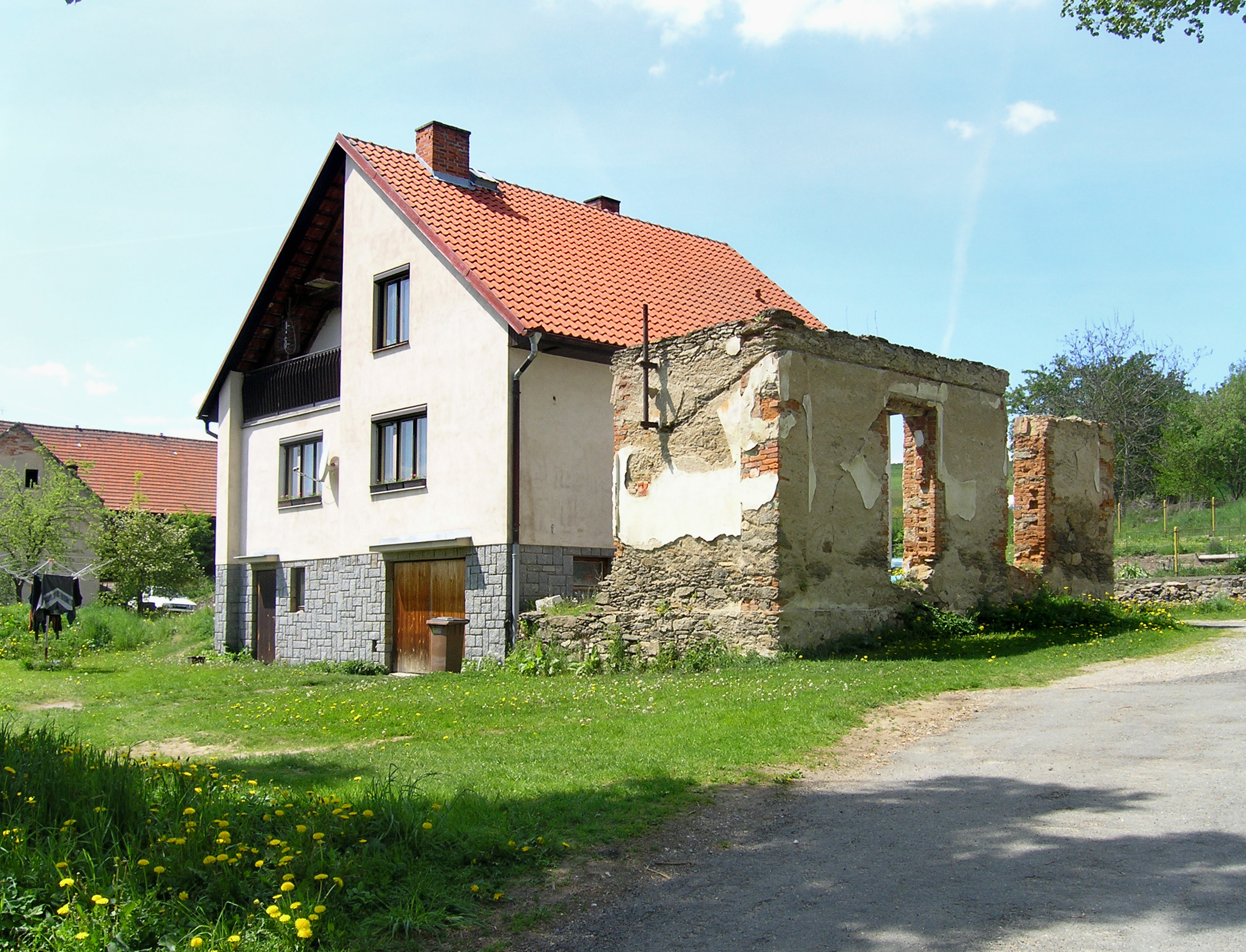
Bývalý dvojdomek
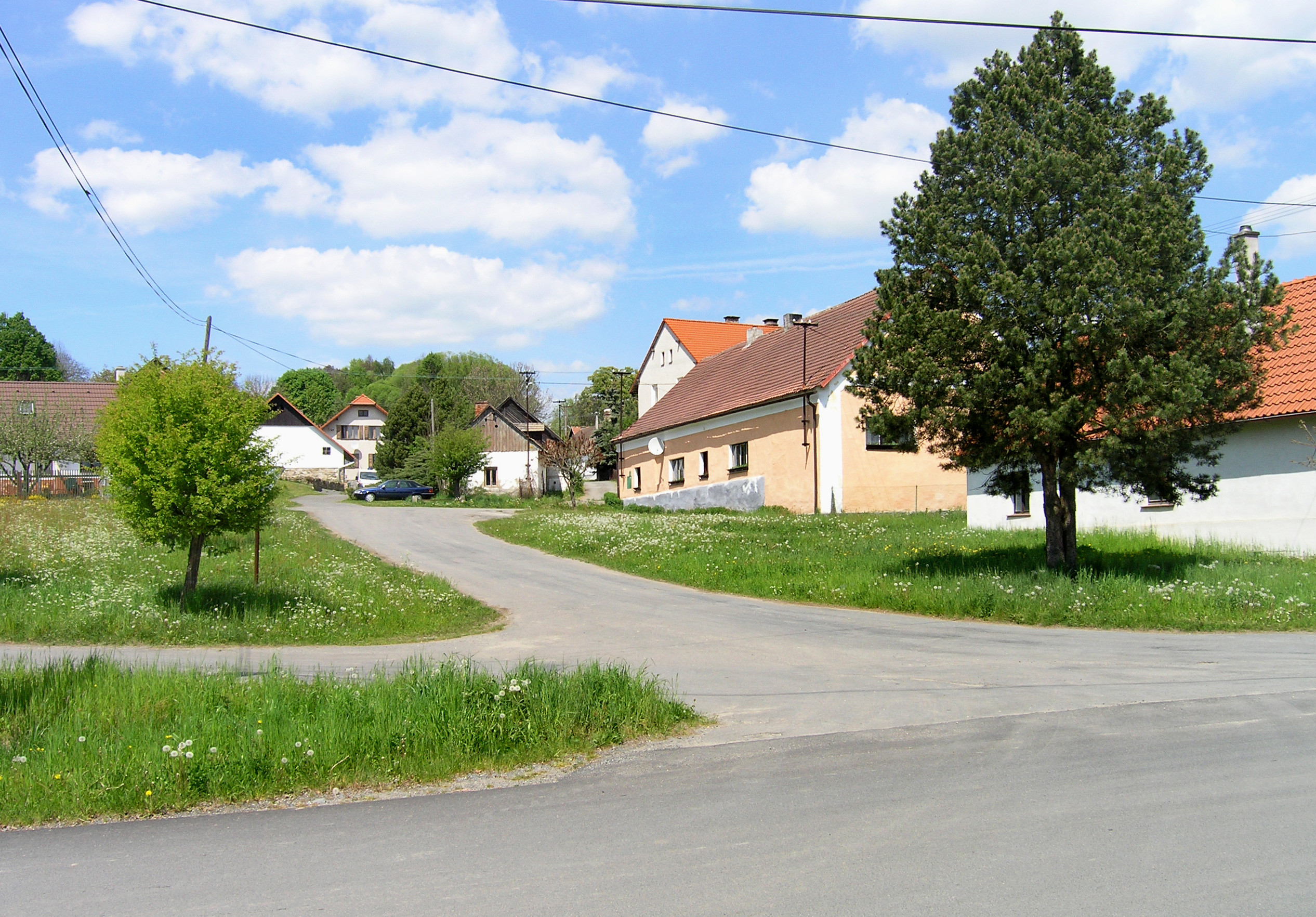
Východní část návsi